# Třebušín
Třebušín (deutsch Triebsch) ist eine Gemeinde im Okres Litoměřice, Tschechien. Sie liegt 8,5 km nordöstlich der Stadt Litoměřice (Leitmeritz) im rechtselbischen Teil des Böhmischen Mittelgebirges.

## Geografie
Der Ort im Tal der Lanabaches wird im Norden überragt von der 536 m hohen Klingsteinfelskuppe des Kalich (Kelchberg) mit den Resten der mittelalterlichen Burg Kelch. Südöstlich befindet sich der 451 m hohe Trojhora (Dreiberg). Westlich des Ortsteils Řepčice (Rübendörfel) liegt die 594 m hohe Panna (Panna, auch Jungfrau), auf der ebenfalls Reste einer Burg zu finden sind. Nordöstlich von Kotelice (Kutlitz) erhebt sich der 435 m hohe Litýš (Litaisch). Auch dieser Ausläufer des Geltschbergmassivs war einst von einer Burg gekrönt, von der jedoch nur noch wenig erhalten geblieben ist.
Das Ortsbild wird von böhmischen Umgebindehäusern geprägt.

## Geschichte

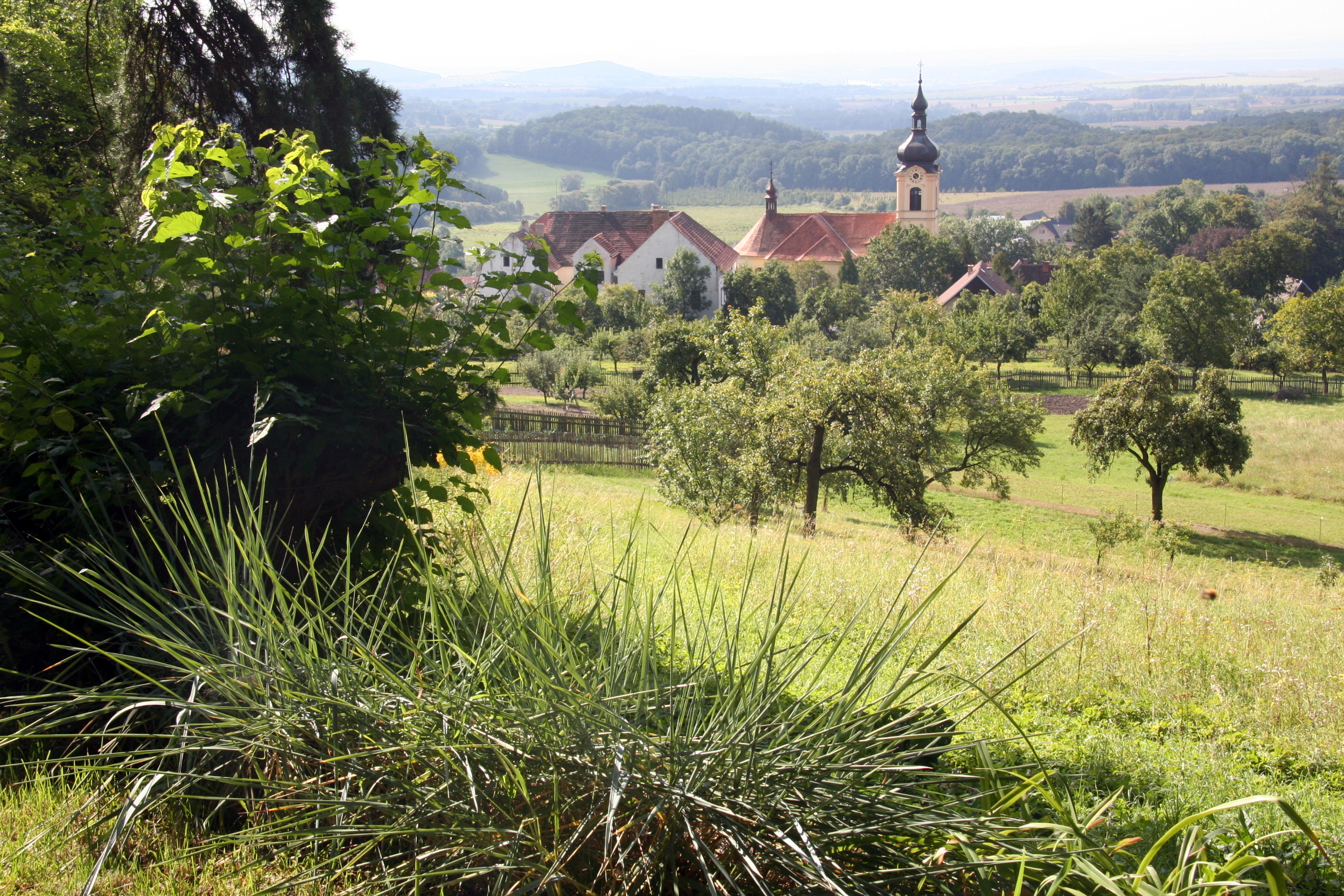
Blick auf Třebušín

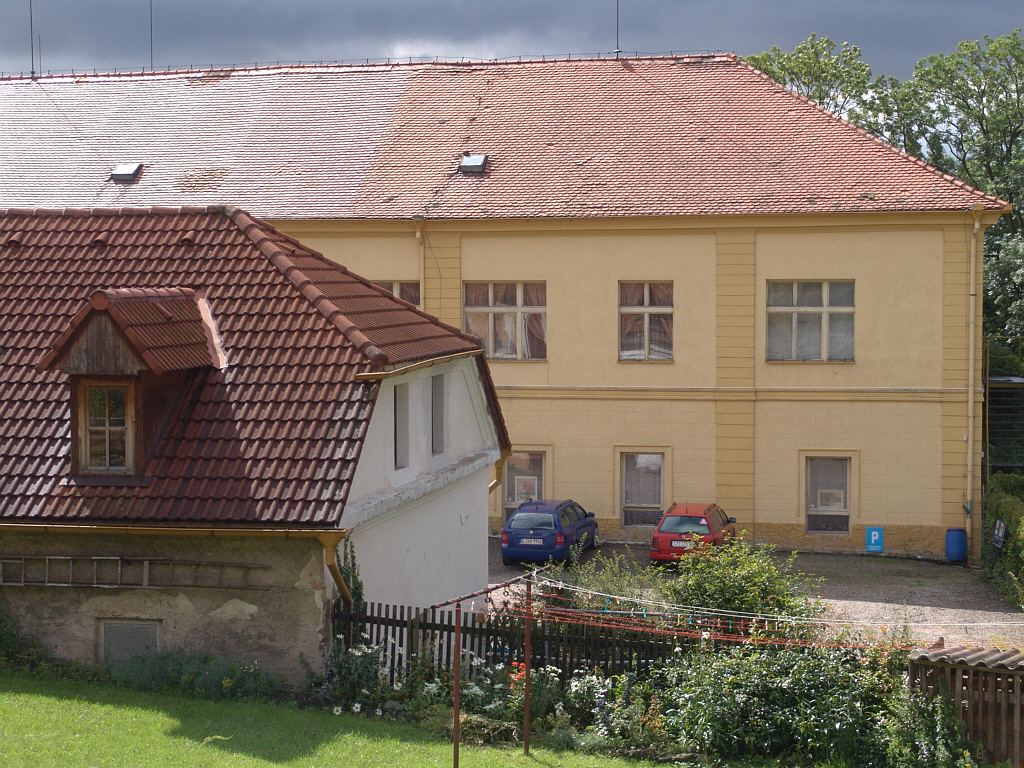
Blick auf einen Teil des Schlosses

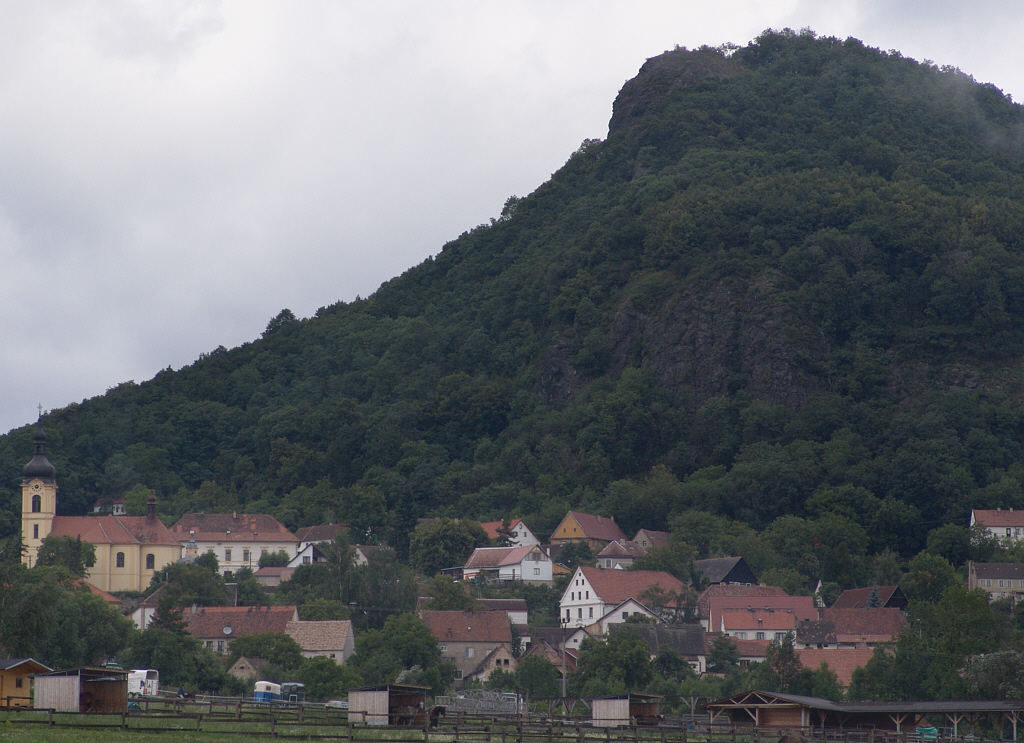
Blick auf die Ortschaft mit dem Kelchberg

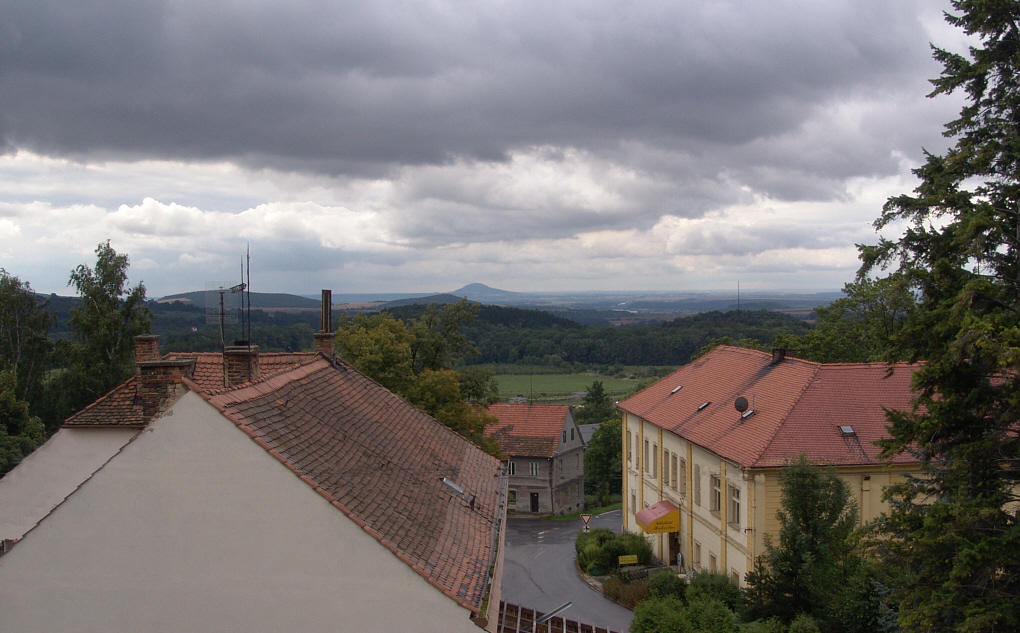
Blick über die Häuser von Třebušín

Der Ort Trebusici wurde wahrscheinlich vor 1050 gegründet. Aus einer Urkunde vom 1257, die eine Abschrift eines Originals von 1050 darstellt, geht hervor, dass zu jener Zeit bereits ein Kloster der Johanniter und eine Klosterkirche bestanden. Besitzer des Ortes war seit 1169 der Kastellan von Leitmeritz, Bleh von Trebussen, ein Verwandter des Hroznata von Ovenec und Vorfahre der Slavata von Chlum und Koschumberg. Der Magnatenhof Blehs befand sich in Triebsch. Hroznata selbst besaß Pitschkowitz und Plahow, sein Bruder Hroznata Crispus war der Besitzer von Ploschkowitz. Nach 1197 übernahm der Deutschritterorden den Herrschaftssitz, der 1288 Teil der Kommende Pitschkowitz wurde. Die Bedeutung von Triebsch lag darin, dass der Ort am damals wichtigen Zittauer Weg, einem Handelsweg von Leitmeritz nach Zittau, lag. 1496 wurde Johann von Wartenberg Besitzer von Triebsch. In seiner Familie blieb der Ort bis 1540. 1575 starb der nächste Besitzer, Ulrich Dubansky von Duban, weshalb das Gut Triebsch wieder von Ploschkowitz losgelöst wurde und in den Besitz des Ulrich Hostakowsky von Arklebitz kam. 1600 starb diese Adelsfamilie aus und Triebsch ging an die Kaplirz de Sulewicz über.
Nach der Schlacht am Weißen Berge wurde der Besitz des Emil Kaplirz de Sulewicz am 21. Juni 1621 enteignet und an Dr. Paul Wenzelius von Bochau verkauft. Während des Dreißigjährigen Krieges fielen evangelisch-schwedische Truppen ein und zerstörten das Schloss. 1649 raffte eine Pestepidemie fast die gesamte Einwohnerschaft dahin. Die erste Dorfschule wurde 1660 eingerichtet und für alle Kinder des Dorfes wurde die Schulpflicht eingeführt. Sie galt als Muster für alle böhmischen Dorfschulen. Im Jahre 1680 gelangte die Herrschaft Triebsch durch Heirat an Franz Karl Kressl von Qualtenberg. Der Dekan und spätere Bischof von Leitmeritz, Ferdinand Kindermann, ließ im gleichen Jahr mit finanzieller Unterstützung Kressls in Triebsch ein neues, größeres Schulhaus errichten.
1710 entstand nach Plänen von Octavio Broggio das neue Schloss (Schloss Třebušín), das mit einem barock gestalteten Schlossgarten umgeben wurde. An der Stelle eines Vorgängerbaus aus dem Jahre 1352 erbaute der Gutsherr Freiherr von Qualtenberg die barocke St.-Nikolaus-Kirche. Sie wurde 1724 um die kleine Kapelle ergänzt, die dem Hl. Johannes Nepomuk geweiht wurde. Das Pfarramt aus dem Jahre 1713 ist ebenfalls im barocken Stil errichtet. Auf dem Dorfplatz vor dem Schloss wurde 1726 eine mit einem Kreuz verzierte Pestsäule aufgestellt. 1802 gelangte Triebsch durch Erbschaft in den Besitz der Freiherren von Puteani und ab 1913 durch Verkauf an die Familie Männel. 1873 brannte bei einem Großfeuer der Nachbarort Kelch zu großen Teilen nieder.
Die Bewohner von Triebsch lebten vorrangig vom Ackerbau und dem Anbau von Obst und Hopfen. Schon seit dem Ende des 19. Jahrhunderts war Triebsch eine Sommerfrische und hatte 1890 540 Einwohner. Im Jahre 1928 erfolgte die Eingemeindung des Dorfes Kelch.
Am Teich Machčák im Süden Třebušíns wurden ein Campingplatz und ein Freibad geschaffen. Im Schloss befand sich bis 2010 das Schlosshotel Hubertus; später neuer Name „Zamek Kalich“ (Schloss Kelch).

## Gemeindegliederung
Die Gemeinde Třebušín besteht aus den Ortsteilen Dolní Týnec (Niedertenzel), Horní Týnec (Obertenzel), Kotelice (Kutlitz), Řepčice (Rübendörfel) und Třebušín (Triebsch), die zugleich auch Katastralbezirke bilden. Grundsiedlungseinheiten sind Dolní Týnec, Horní Týnec, Kotelice, Řepčice, Třebušín und Všeradiště (Wscheratsch). Zu Třebušín gehören außerdem die Wohnplätze Domky pod Trojhorou (Dreiberghäusel), Kalich (Kelch), Peklo (Pöckel) und Zababeč (Sababsch).

## Personen
- Karl Müller (1869–1937), Gemeindevorsteher und Mitglied des Gemeinderates von Triebsch